# Fougamou
Fougamou ist eine Stadt innerhalb der gabunischen Provinz Ngounié, zudem ist sie die Hauptstadt des Departements Tsamba-Magotsi. Mit Stand von 2013 wurde die Stadt auf eine Einwohnerzahl von 7180 bemessen.

## Wirtschaft und Sport
Die Stadt besitzt einen eigenen Flughafen. Mit dem AS Dikaki ist ein Fußballklub ansässig, der in der ersten Liga des Landes, dem Championnat National D1 spielt.